# پارک هوایی کاتاما
پارک هوایی کاتاما (به انگلیسی: Katama Airpark) یک فرودگاه همگانی با کد یاتا 1B2 است که یک باند فرود چمن دارد و طول باند آن ۱۱۲۸ متر است. این فرودگاه در کشور ایالات متحده آمریکا قرار دارد و در ارتفاع ۵ متری از سطح دریا واقع شده است.